# Marumba gaschkewitschii
Marumba gaschkewitschii är en fjärilsart som beskrevs av Bremer och William Grey 1852. Marumba gaschkewitschii ingår i släktet Marumba och familjen svärmare. Inga underarter finns listade i Catalogue of Life.

## Beskrivning

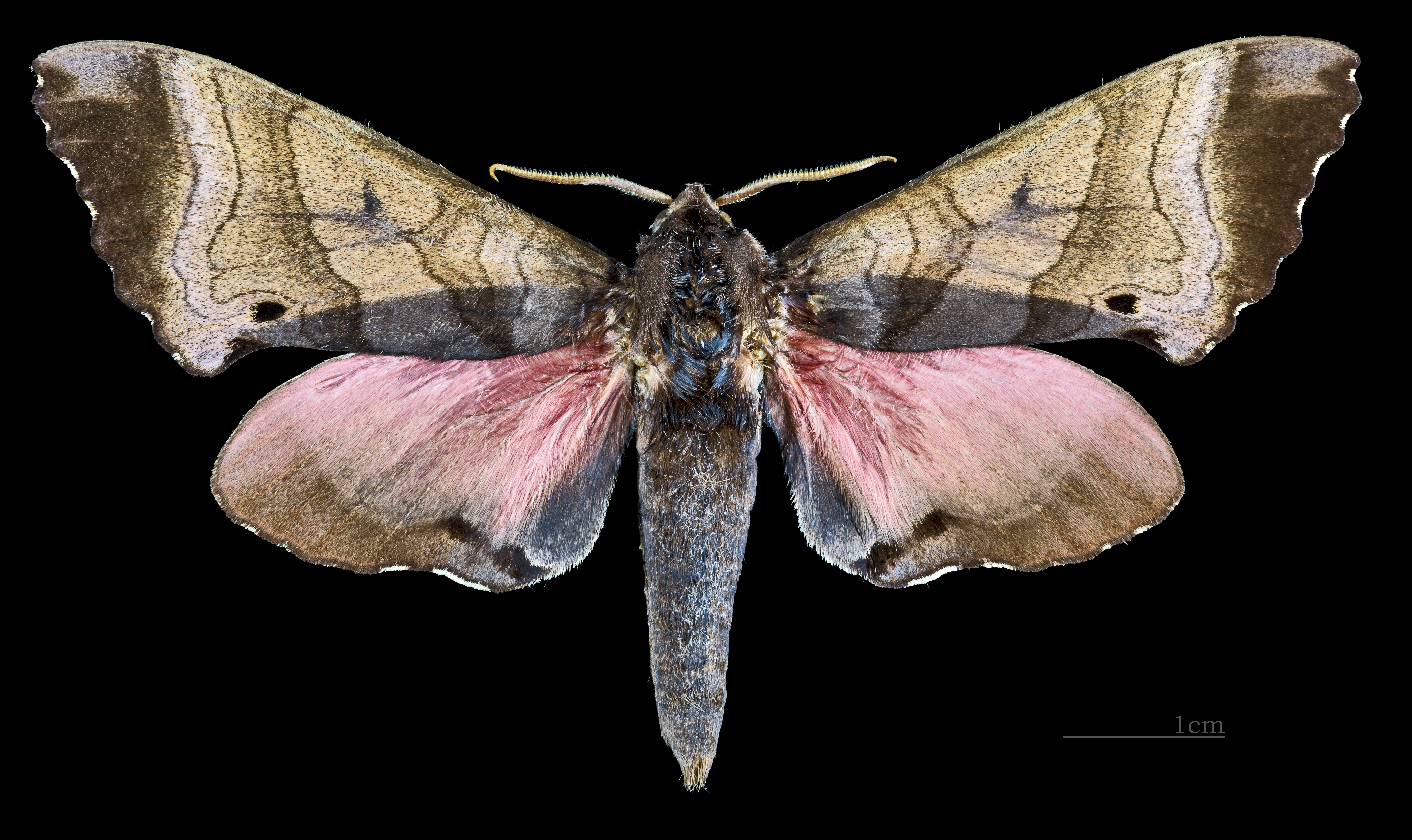
Marumba gaschkewitschii echephron ♂
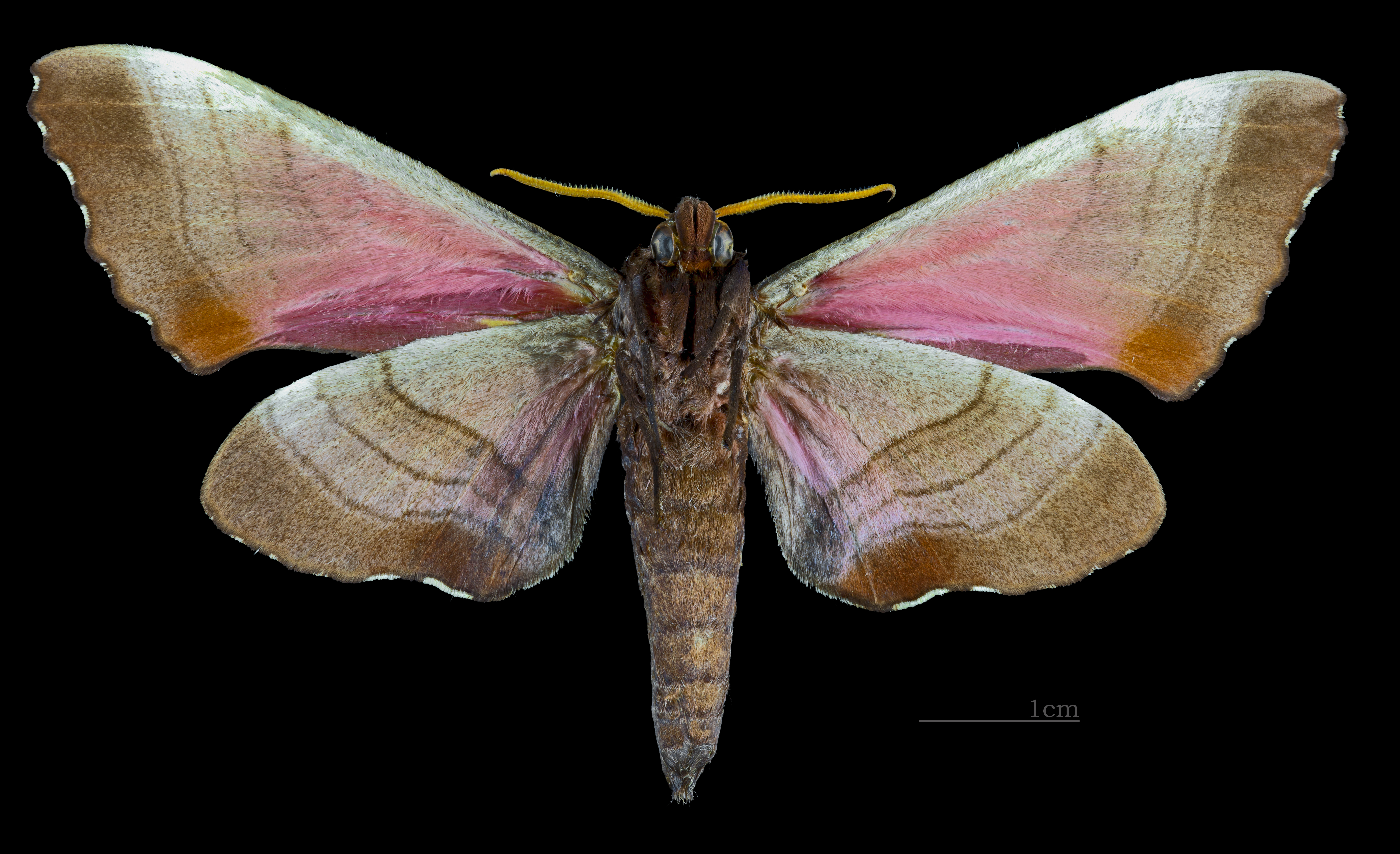
Marumba gaschkewitschii echephron ♂ △
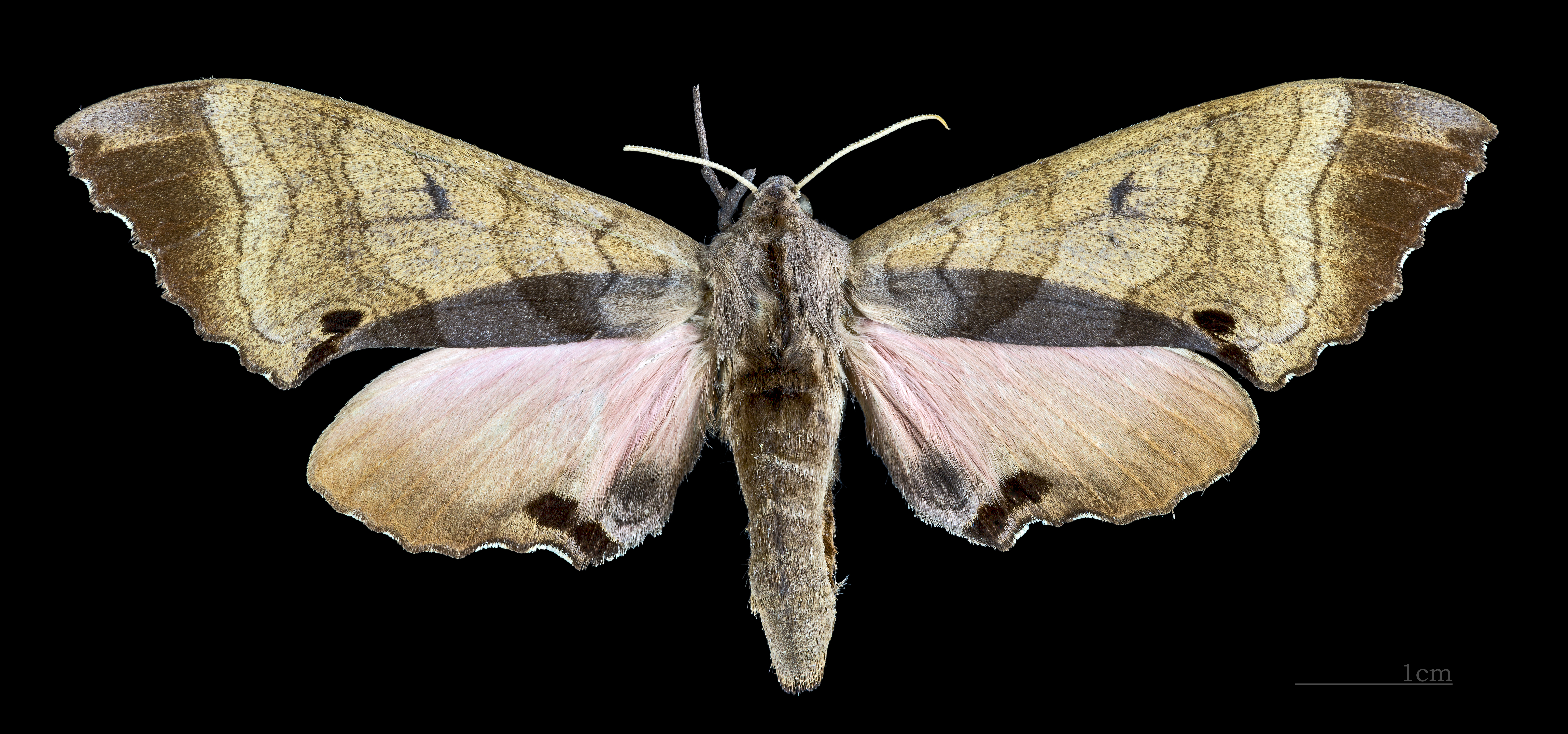
Marumba gaschkewitschii echephron ♀
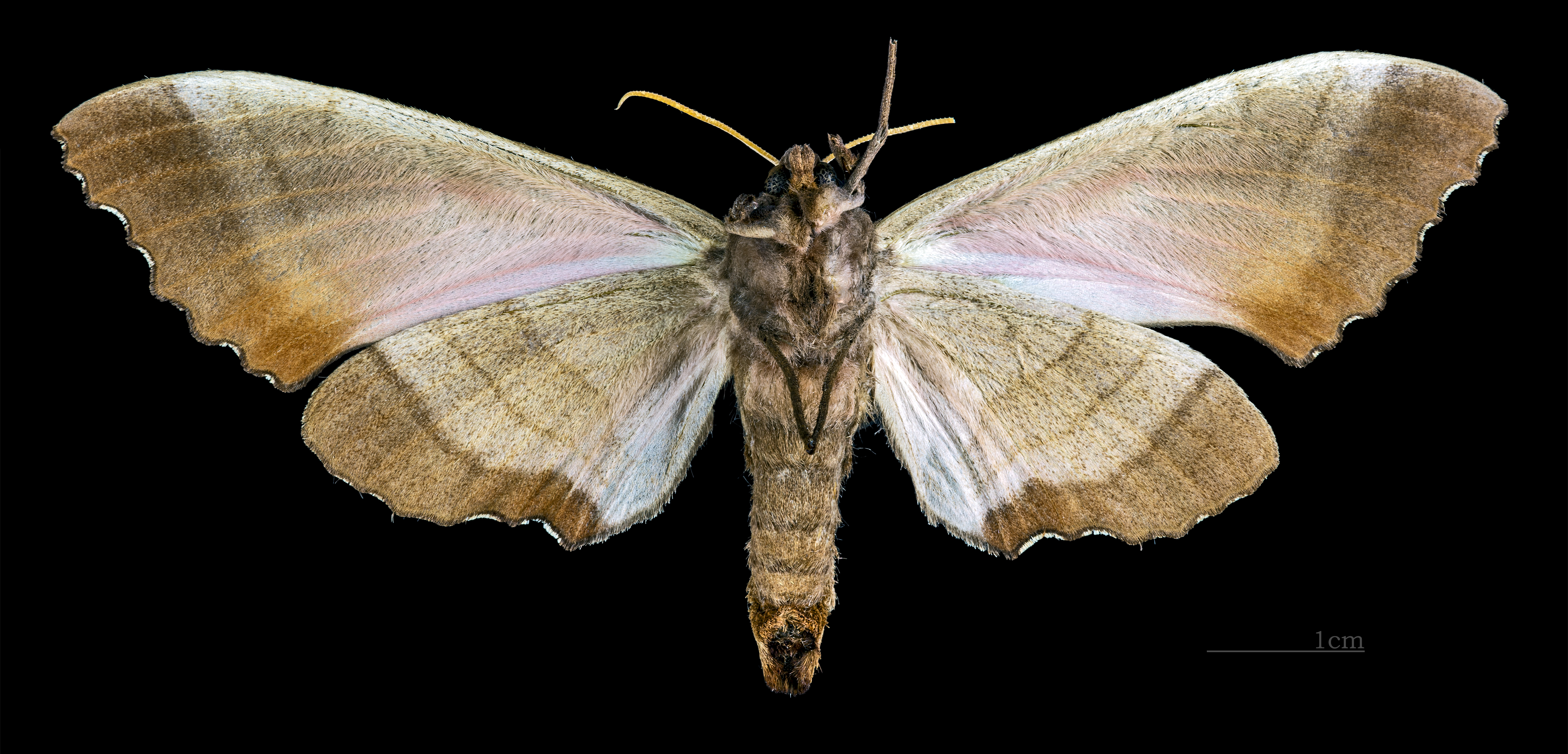
Marumba gaschkewitschii echephron ♀ △

Lista över underarter
- Marumba gaschkewitschii gaschkewitschii
- Marumba gaschkewitschii complacens
- Marumba gaschkewitschii carstanjeni
- Marumba gaschkewitschii discreta
- Marumba gaschkewitschii echephron
- Marumba gaschkewitschii gressitti
- Marumba gaschkewitschii irata

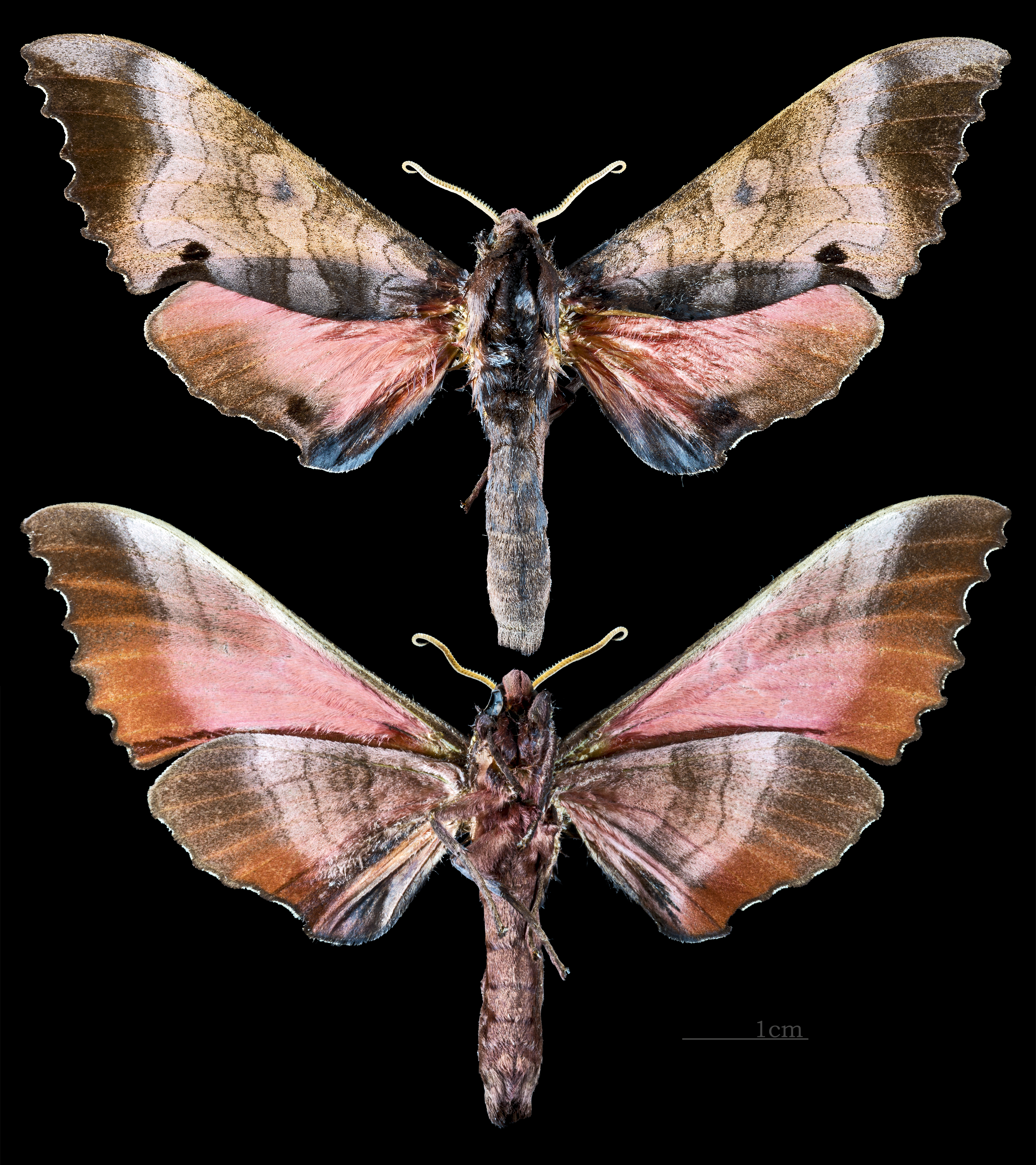
Marumba gaschkewitschii gressitti  ♂
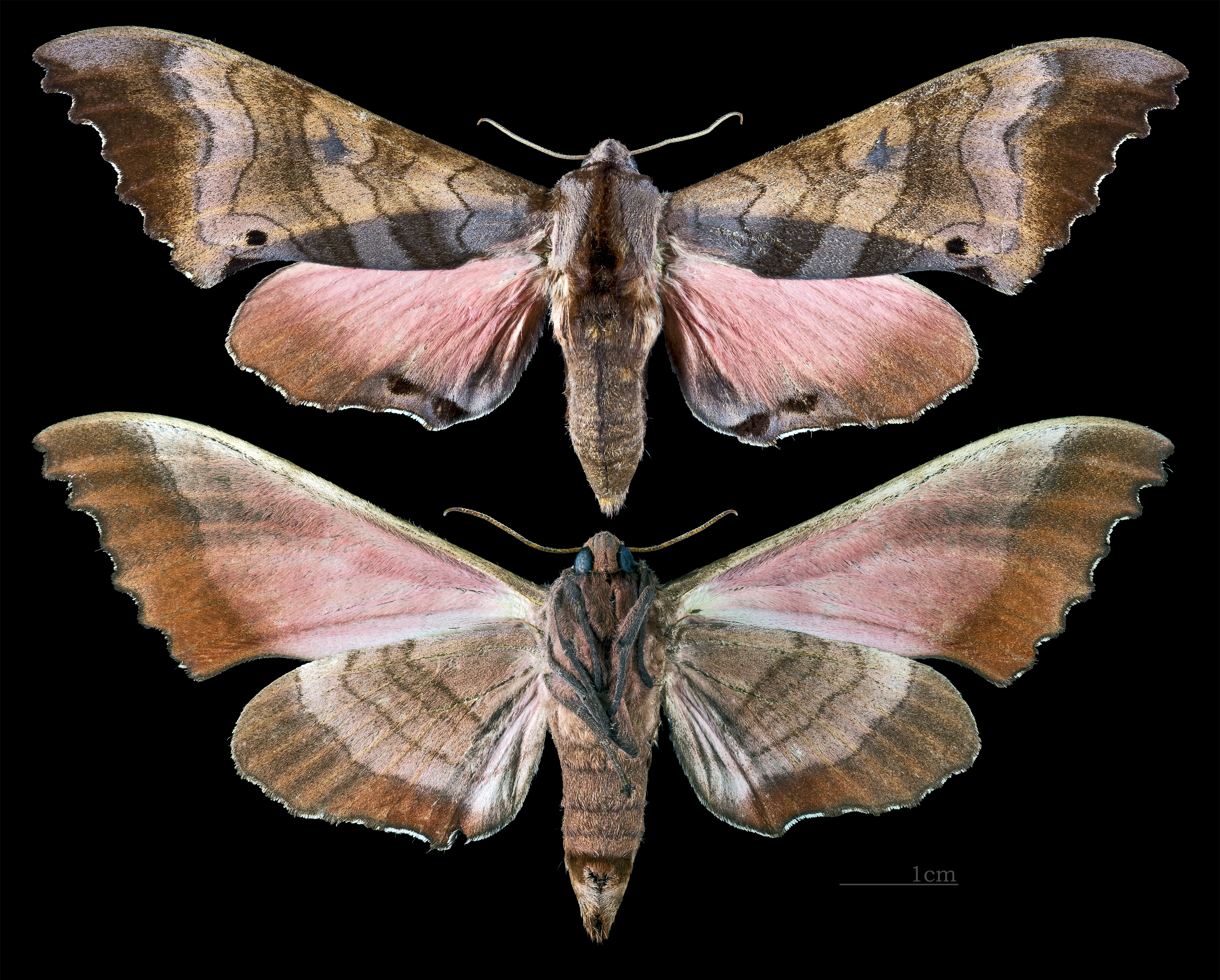
Marumba gaschkewitschii gressitti  ♀

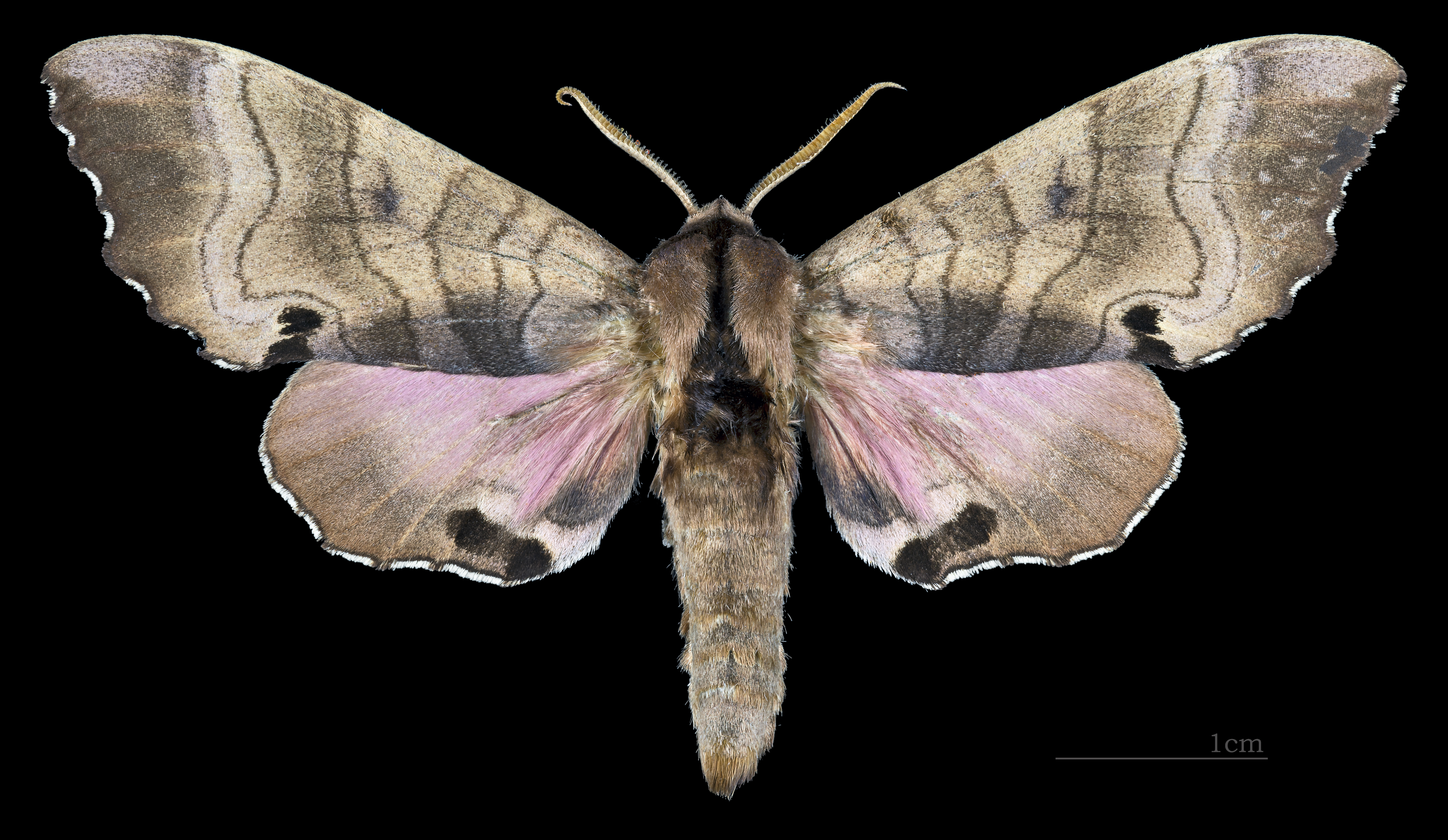
Marumba gaschkewitschii carstanjeni ♂
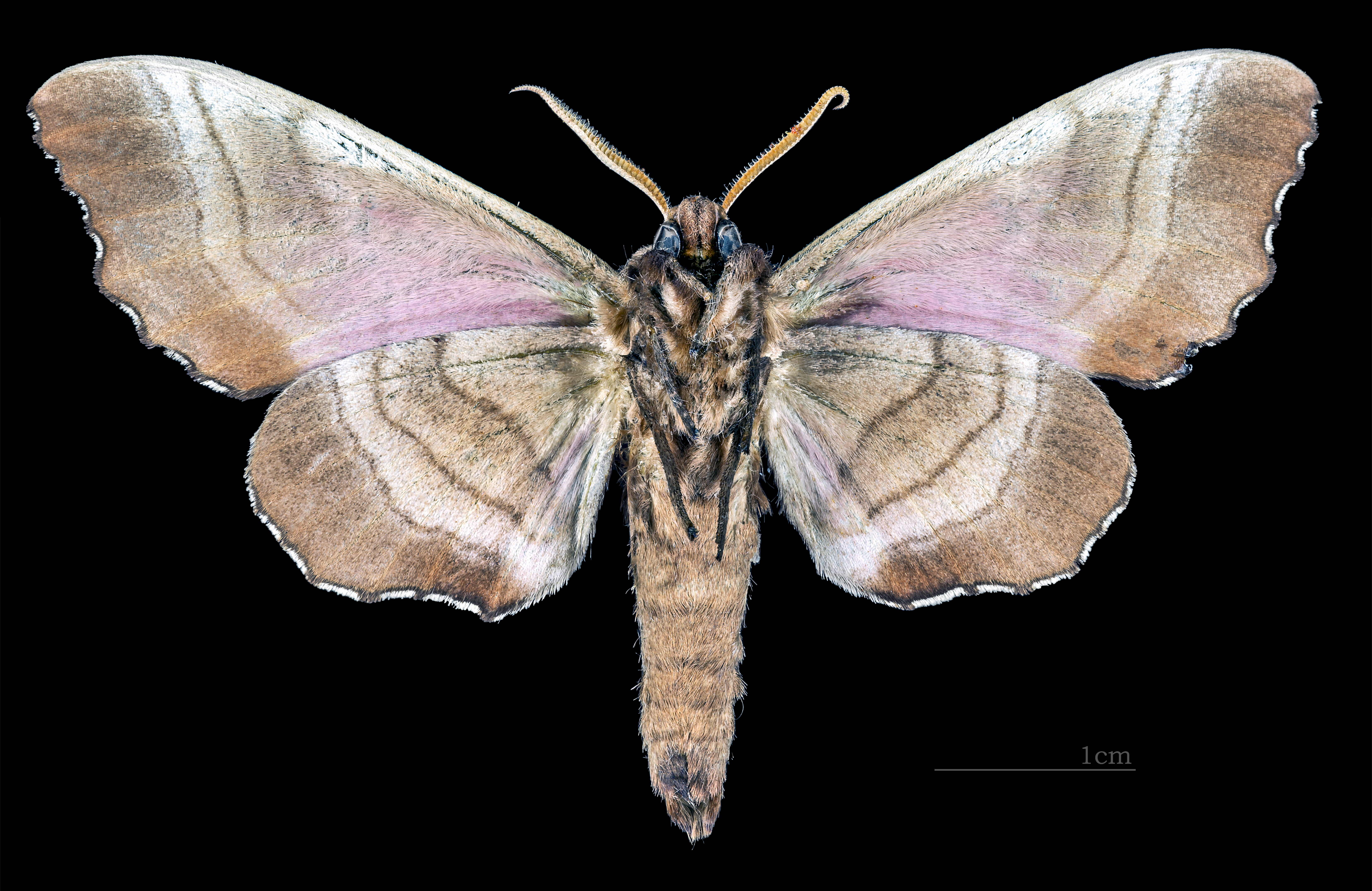
Marumba gaschkewitschii carstanjeni  ♂ △